# Лас-Пьедрас (муниципалитет)
Лас-Пьедрас (исп. Las Piedras) — муниципалитет в Уругвае в департаменте Канелонес. Административный центр — Лас-Пьедрас.

## История
Муниципалитет образован 15 марта 2010 года. В 2013 году часть территории муниципалитета была передана в состав нового муниципалитета «18 мая».

## Состав
В состав муниципалитета входят следующие населённые пункты:
- Лас-Пьедрас
- Вилья-Сан-Коно